# Анестезиология

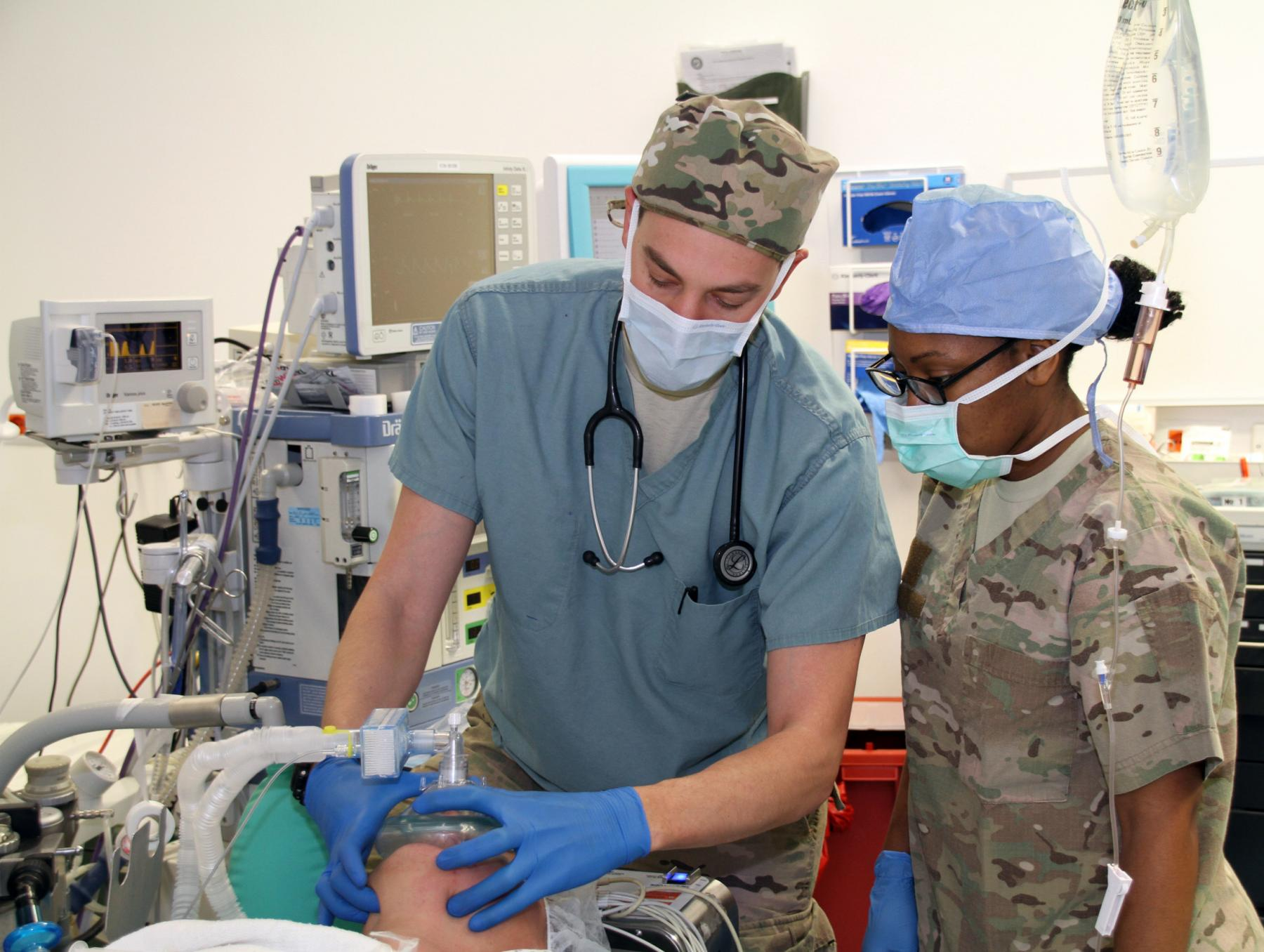

Анестезиология (др.-греч. ἀν- — отрицательная приставка, αἴσθησις — чувствительность и λόγος — учение) — раздел клинической медицины, занимающийся изучением методов защиты организма от операционной травмы и её последствий, а также от патологических нарушений, вызванных непосредственно хирургическим заболеванием, путем управления жизненно важными функциями организма во время операции и в послеоперационном периоде.
Анестезиология является прикладной наукой. При этом задачи современной анестезиологии выходят за рамки устранения боли. Специальность интегрирует знания многих других медицинских дисциплин, включая клиническую фармакологию, прикладную физиологию и позволяет внедрять передовые технологии обследования и лечения в хирургии, акушерстве.
Анестезиология является врачебной специальностью. На постсоветском пространстве медицинский специалист, оказывающий анестезиологическое пособие называется врачом-анестезиологом-реаниматологом. Анестезиологическое пособие применяется при проведении хирургических операций, родов, а также болезненных манипуляций и исследований. Работа современного анестезиолога включает в себя «обеспечение доступа к сосудистому руслу», выбор средств восполнения объёма циркулирующей крови (ОЦК), выбор и использование протоколов премедикации и другие аспекты медицинской деятельности.

## Предмет, цели и задачи
Анестезиология развивалась в соответствии с очевидными потребностями хирургии делать операции дольше, менее болезненно и через более изощрённые оперативные доступы. Благодаря достижениями фармакологической промышленности, совершенствованию технологии искусственной вентиляции лёгких, изобретению аппарата искусственного кровообращения возможности хирургии стали практически безграничны.
Операционная травма является чрезвычайным воздействием на организм и вызывает операционный стресс — патофизиологические сдвиги, которые сами по себе могут угрожать жизни больного. К компонентам операционного стресса относят: психоэмоциональное возбуждение, боль, рефлексы неболевого характера, кровопотеря, нарушение водно-электролитного баланса, повреждение внутренних органов. Соответственно перечисленным компонентам формируется задача современной анестезиологии: обеспечение безопасности больного на всех этапах хирургического лечения путем предупреждения или снижения реакции организма на операционную травму и восстановление или замещение нарушенных функций организма.
Анестезиология делится на общую и частную. Предметом общей анестезиологии являются теоретические основы общего и местного обезболивания, подготовка к операции, методы анестезиологического пособия, клиника наркоза, патологическая физиология нарушений жизненно важных функций, возникающих во время операции и наркоза, и методы их устранения; клиническая фармакология лекарственных средств, применяемых в связи с анестезией (наркотических веществ и местных анестетиков, мышечных релаксантов, анальгетиков и др.). Частная анестезиология рассматривает вопросы выбора обезболивания в зависимости от особенностей состояния конкретного больного и выбранного оперативного вмешательства.

### Основные методы обезболивания
Основная цель анестезиологического пособия — обезболивание — достигается двумя путями: общим обезболиванием (наркозом) и регионарной анестезией. Общий наркоз предполагает отключение сознания, болевой чувствительности, мышечного тонуса и перевод пациента на ИВЛ, что достигается введением сложной комбинации лекарственных средств точкой воздействия которых является в том числе ЦНС. В отличие от общей анестезии, регионарная анестезия ограничивается обезболиванием определенной части тела, при помощи локального введения специальных препаратов — местных анестетиков.
Виды регионарной анестезии:
- Центральная регионарная — спинномозговая (СМА), эпидуральная (ЭДА), каудальная
- Периферическая регионарная — блокада отдельных нервов, сплетений. Например, блокада плечевого сплетения
- Комбинированная анестезия — например ОЭТН+ЭДА во время операции, с продлённой ЭДА в послеоперационном периоде

## История
Первые обезболивающие средства изготавливались из различных растений (опия, конопли, белены, цикуты и пр.) в виде настоев или отваров, а также «сонных губок». Губки пропитывались соком растений и поджигались, вдыхание паров усыпляло больных. Так же для обезболивания применяли алкоголь.
В XIII веке испанец Р. Луллий открыл эфир, в 1540 Парацельс описал его обезболивающие свойства.
Изначально эфир был известен под названием сладкого купороса.
Согласно Моргану и Михаилу, первым термин «анестезия» применил греческий философ Диоскорид в I веке н. э. для описания наркотикоподобного действия мандрагоры.
Как сноподобное состояние, позволяющее проводить хирургические вмешательства, анестезию определил, предположительно, Оливер Уэнделл Холмс в 1846 году.
Во второй половине января 1845 года в бостонской клинике (США) стоматолог Хорас Уэллс впервые выступил с рассказом о своем открытии особого свойства «веселящего газа», позволявшего безболезненно проводить хирургические операции. В те времена мало кто верил в возможность избавить пациентов от мучительной боли, сопровождавшей любое хирургическое вмешательство. Поэтому публика, присутствовавшая при выступлении Уэллса, была настроена крайне скептически. Однако Уэллс и его ученик Мортон были полны энтузиазма. После небольшого вступления Уэллс приступил к демонстрации нового метода на примере удаления зуба. Стать пациентом тогда отважился один из вольных слушателей, грузный мужчина с красным лицом. «Из своего портфеля Уэллс вынул несколько зубоврачебных инструментов и уложил их рядом с операционным столом, приведенным в согнутое положение. Затем он попросил незнакомца занять на нем место и зажать в зубах резиновую грушу, а сам начал выкручивать прикрепленный к ней деревянный кран.» Через несколько мгновений голова незнакомца закатилась и он перестал двигаться. Тогда Уэллс взялся за щипцы. Первое время пациент был неподвижен и ничего не чувствовал, и Уэллс уже смог установить щипцы на больной зуб. За последовавшим резким рывком раздался громкий вопль незнакомца. Наркоз перестал действовать. Вероятно, следовало учесть большую массу тела пациента и немного увеличить дозу газа, но было уже поздно. Демонстрация состоялась и завершилась фиаско. Уэллс был в замешательстве, а публика осмеяла его и выставила шарлатаном. Судьба сыграла с исследователем злую шутку. Никто не заметил тогда, как человек, в дальнейшем признанный первым, кто продемонстрировал безболезненную операцию, Мортон, покинул зал бостонской больницы, оставив своего учителя Уэллса наедине со своей неудачей. А уже меньше чем через год 16 октября 1846 года в той же самой бостонской клинике Уильям Томас Грин Мортон провёл «первую» публичную демонстрацию эфирного наркоза при операции удаления подчелюстной опухоли. И возымел громкую славу. А забытый всеми Хорас Уэллс спустя всего два года, в 1848, покончил жизнь самоубийством, вдохнув хлороформ и сделав глубокий надрез в месте прохождения бедренной артерии. Это был первый, и, по видимости, единственный случай суицида под наркозом.
В России эфирный наркоз был впервые применён 7 февраля 1847 года Ф. И. Иноземцевым, а 14 февраля русский учёный и врач Николай Иванович Пирогов впервые применил его для обезболивания при операции.
Впервые на территории современной Беларуси эфирный наркоз  применил в операции О. Е.Бартошевич 8 марта 1847 года в Витебске.
В 1847 году шотландский акушер Джеймс Симпсон впервые использовал хлороформ для наркоза во время приёма родов.
Русский врач Василий Константинович фон Анреп первым в мире экспериментально обосновал анестезирующее действие кокаина и предложил использовать его в медицинской практике для местного обезболивания, в 1879 году опубликовав результаты своих опытов в немецком журнале Archiv fur Physiologie.
В США термин «анестезиология», означающий учение об анестезии, впервые предложили употреблять в двадцатых годах XX века в связи с возрастающей научной базой этой специальности.